# Wendeburg (Ortsteil)
Wendeburg ist ein Ortsteil der Ortschaft Wendeburg in der Gemeinde Wendeburg im Landkreis Peine in Niedersachsen mit etwa 1800 Einwohnern.

## Geschichte
Der älteste urkundliche Nachweis erfolgte im „Güterverzeichnis des Kollegiatstiftes Sankt Cyriakus vor Braunschweig“, welches in zwei nichtdatierten Abschriften, „A“ und „B“, erhalten ist.
Abschrift „A“ wurde im 14. Jahrhundert angefertigt und befindet sich heute im Stadtarchiv Braunschweig (Signatur: A III 11, Nr. 16). Die in lateinischer Sprache verfasste Urkunde enthält die Angabe: „III modios siliginis in Winetheburg“ (= 3 Scheffel Weizen in Wendeburg). Die Vorlage, nach der die Abschrift „A“ angefertigt wurde, muss älter gewesen sein als die Abschrift „B“. Angefertigt wurde die Abschrift „B“ in den Jahren 1196/1197, sie befindet sich heute im Staatsarchiv Wolfenbüttel (Signatur: 8 Urk 2). Die ebenfalls in lateinischer Sprache verfasste Urkunde enthält die Angabe: „in Wenedeburch I mansus, qui solvit IIII solidos“ (= in Wendeburg 1 Hof, der 4 Schilling erbringt).
Etwa 60 Ortsnamen enthält die Abschrift „A“ und etwa 150 Ortsnamen sind in der Abschrift „B“ genannt. In den Schreibweisen Winetheburg bzw. Wenedeburch ist Wendeburg in beiden Urkunden aufgeführt. Die genannten Jahreszahlen 1196/1197 bezeichnen den frühest- und den spätestmöglichen Zeitpunkt für die Ausfertigung der Abschrift „B“. Inhaltliche Angaben und die Siegelung stellen die Grundlage für diese Datierung dar. Durch die erstmalige Nennung des Ortsnamens Wendeburg haben die Urkunden eine besondere Bedeutung für die Ortsgeschichte Wendeburgs.
Am 1. Juli 1968 schlossen sich die Gemeinden Wendeburg, Wendezelle und Zweidorf freiwillig zu einer neuen Gemeinde Wendeburg zusammen.

## Vereinsleben
Es gibt die Freiwillige Feuerwehr Kernort und weitere ehrenamtlich tätige Organisationen, Vereine und Gruppen. Bei vielen Anlässen wird immer mal wieder das Wendeburger Lied (siehe: Weblink) angestimmt.